# Anders Donner
Anders Severin Donner (5 de noviembre de 1854 – 15 de abril de 1938) fue profesor de astronomía en el observatorio de la Universidad de Helsinki entre 1883 y 1915. Es conocido por haber dirigido la elaboración del "Directorio Estelar de Helsinki", en el que se catalogaron 285.000 estrellas a lo largo de 47 años.

## Semblanza
Antes de acceder al cargo de profesor titular, ejerció como docente de astronomía en la Universidad de Helsinky entre 1881 y 1883. Ocupó los cargos de vicerrector de la universidad entre 1902 y 1911, director entre 1911 y 1915, y canciller de ciencias políticas en los períodos 1917–1919 y 1921–1926. 
Bajo la dirección de Donner, el observatorio participó en el directorio internacional de estrellas y en un proyecto de carta estelar denominado "Carte du Ciel". El trabajo de fotografía del directorio de estrellas comenzó en 1890 en Helsinki y se concluyó en 1937. El directorio estelar de Helsinki contiene aproximadamente 285.000 estrellas, con su luminancia y posiciones precisas. Donner confió la mayor parte del trabajo a la universidad.
En 1897 fue elegido miembro correspondiente de la Academia de Ciencias de San Petersburgo en la categoría de ciencias matemáticas (astronomía).

## Eponimia
- El cráter Donner situado en la cara oculta de la Luna y el asteroide (1398) Donnera llevan estos nombres en su honor.